# Rodrigo Pérez (Spaans militair)
Don Rodrigo Pérez (15?? - (vermoedelijk) 31 januari 1573) was een kapitein (officier) in het Spaanse leger onder leiding van Don Fadrique. 
Zijn naam wordt genoemd als de leider van de vijftig haakschutters, die na de inname van Naarden, achter de Geuzen aan moesten. Dit ging over het ijs en het Spaanse leger kende geen schaatsen en verloor mede daardoor deze slag.
Bij de belegering van Haarlem kort daarna wordt gesproken over een kapitein Rodrigo Pérez die sneuvelde tijdens de bestorming van 30 en 31 januari 1573. Bij de feitelijke meerdere bestormingen verloren veel Walen, die voor het Spaanse leger meevochten, hun leven. Ook diverse Spaanse officieren lieten het leven. Rodrigo Pérez en Esteban de Illánes waren daar twee van, deze zouden op 31 januari zijn gesneuveld en zouden vanaf de stadsmuur zijn gevallen tijdens de aanval. De twee lagen zo dicht bij de muur zelf dat ze niet door de Spaanse leger teruggehaald konden worden, de twee zouden daarna door de Batavieren en/of Haarlemmers zelf met haken door de stad zijn gesleept.
Volgens sommige verhalen heeft de legendarische Kenau Simonsdochter Hasselaer een rol gespeeld bij de bestorming, maar het is hier de vraag in hoeverre waarheid en fictie door elkaar lopen.